# PGC 138583
LEDA/PGC 138583 ist eine Galaxie im Sternbild Perseus am Nordsternhimmel. Sie ist schätzungsweise 643 Millionen Lichtjahre von der Milchstraße entfernt und hat einen Durchmesser von etwa 170.000 Lichtjahren. Vom Sonnensystem aus entfernt sich das Objekt mit einer errechneten Radialgeschwindigkeit von näherungsweise 14.300 Kilometern pro Sekunde.

## Galaktisches Umfeld
| Nr. | Galaxie                 | Alternativname            | Rek           | Dek           | Distanz/asec |
| --- | ----------------------- | ------------------------- | ------------- | ------------- | ------------ |
| →   | LEDA/PGC 138583         | NSA 133024                | 03h01m44.80s  | +35d40m37.4s  | 0            |
| 1   | LEDA/PGC 2068187        | 2MASX J03014359+3540153   | 03h01m43.59s  | +35d40m15.5s  | 25.38        |
| 2   | 2MASX J03013857+3543453 | WISEA J030138.60+354346.7 | 03h01m38.59s  | +35d43m45.5s  | 202.81       |
| 3   | LEDA/PGC 2068803        | 2MASX J03015927+3542263   | 03h01m59.29s  | +35d42m26.6s  | 207.87       |
| 4   | LEDA/PGC 11437          | UGC 2491                  | 03h01m53.840s | +35d43m59.64s | 229.95       |
| 5   | LEDA/PGC 2069317        | 2MASX J03014982+3544343   | 03h01m49.80s  | +35d44m34.3s  | 244.45       |
| 6   | LEDA/PGC 138577         | NSA 133009                | 03h01m26.55s  | +35d38m45.5s  | 249.13       |
| 7   | LEDA/PGC 2069082        | NSA 133011                | 03h01m27.73s  | +35d43m40.2s  | 276.59       |
| 8   | LEDA/PGC 2069517        | NSA 133016                | 03h01m36.29s  | +35d45m25.7s  | 306.30       |
| 9   | LEDA/PGC 2067600        | NSA 133058                | 03h02m07.32s  | +35d38m04.8s  | 314.24       |
| 10  | LEDA/PGC 200214         | NSA 133047                | 03h01m59.02s  | +35d45m37.3s  | 346.20       |
| 11  | LEDA/PGC 11444          | UGC 2493                  | 03h02m00.2s   | +35d45m37s    | 360.58       |
| 12  | LEDA/PGC 2069874        | 2MASX J03014505+3546453   | 03h01m45.14s  | +35d46m45.6s  | 367.64       |
| 13  | LEDA/PGC 138590         | NSA 133066                | 03h02m17.14s  | +35d41m02.9s  | 394.73       |
| 14  | LEDA/PGC 138578         | NSA 133012                | 03h01m28.05s  | +35d34m51.3s  | 402.14       |
| 15  | LEDA/PGC 2070003        | 2MASX J03015713+3547163   | 03h01m57.13s  | +35d47m16.7s  | 427.01       |